# Contea di Fulton (Kentucky)
La contea di Fulton (in inglese Fulton County) è una contea dello Stato del Kentucky, negli Stati Uniti. La popolazione al censimento del 2000 era di 7 752 abitanti. Il capoluogo di contea è Hickman.